# Rad (okres Trebišov)
Rad (maďarsky Rad) je obec na Slovensku v okrese Trebišov.

## Symboly obce
Podle heraldického rejstříku má obec tyto symboly přijaty 25. května 1995. Na znaku je rybářský motiv podle otisku pečetidla z 19. století.

### Znak
V červeném štítě na modré zvlněné vodní hladině zlatý člun na přídi se zlatým vpravo vlajícím praporem na stříbrné tyči, v něm sedící stříbřitě oděný zlatovlasý muž ve stříbrném klobouku se stříbrným veslem v rukou, za člunem vlevo vyrůstá zlatá vrba se šesti listnatými pruty.

### Vlajka
Vlajka má podobu šesti podélných pruhů červeného, žlutého, bílého, žlutého, bílého, modrého v poměru 2:1:1:1:1:2. Vlajka má poměr stran 2:3 a ukončena je třemi cípy, tj. dvěma zástřihy, sahajícími do třetiny jejího listu.